# Lac-Castagnier
Pour les articles homonymes, voir Lac Castagnier et Castagnier.
Lac-Castagnier est un hameau compris dans le territoire de La Morandière-Rochebaucourt au Québec (Canada). Cette localité à pour particularité d'avoir été fondée en l'honneur d'André Cheptytsky en vue d'y établir des Ukrainiens. Cependant seulement une trentaine de familles d'Europe de l'Est s'y établissent. La région est plutôt colonisée durant les années 1930 par des colons montréalais sous le plan Vautrin.

## Toponymie
Le hameau est nommé d'après le lieutenant de Castagnier, un haut-gradé régiment Royal-Roussillon. Un canton, un lac, une rivière et un ruisseau portent aussi ce nom.
La localité est fondée sous le nom de Sheptetski. La Commission de toponymie du Québec note aussi la variante Saint-Georges.

## Géographie
Le hameau est situé à environ 45 km au nord-est d'Amos, au bord du lac Castagnier.
Les sols des environs présentent des limitations au potentiel agricole en raison d'une lente perméabilité ou encore d'une surabondance d'eau. Ces limitations réduisent le nombre de cultures possibles, résultant en un faible rendement et nuisant au succès des récoltes. Ces limitations vont compromettre le labour, l'ensemencement et la récolte et les autres mesures d'amélioration foncière.

## Histoire
La localité est avant tout l'initiative du père Josaphat Jean, prêtre natif de Saint-Fabien converti au rite ukrainien. Après avoir considéré plusieurs sites en Alberta, son choix s'arrête sur l'Abitibi, en raison de la proximité du chemin de fer et des mines.
Lors de son rapport au métropolite André Cheptytsky, il écrit: « J'ai visité moi-même le pays entre les lacs Obalski et Castagnier. J'y ai trouvé de bonnes terres. Les lacs sont pleins de poissons et les forêts pleines de lièvres et d'orignaux. Dans les montagnes environnantes, il y a de très importants gisements d'or et de cuivre. Je crois que l'Abitibi est pour le moment l'endroit le plus propice pour nos Ukrainiens dans le Canada... ».
Après discussions avec le gouvernement, on lui octroie 625 km2 autour du lac Castagnier. La capacité prévue du territoire était de 1 500 familles. Si la colonie était un succès, le gouvernement prévoyait l'agrandir pour pouvoir loger 10 000 familles. On avait en plus prévu un terrain pour y établir un monastère.
En 1925, Josaphat Jean début l'aménagement du site, il fait construire une route de 13 km du village de La Morandière, jusqu'à Sheptetski. Les travaux connaissent plus de difficulté que prévu. Le gouvernement change entre autres les règles d'immigration afin de favoriser la colonisation à l'initiative des compagnies de chemin de fer ; le contingent ukrainien n'arrive pas comme prévu. Jean doit même emprunter de l'argent à sa famille pour acheter de l'équipement pour le défrichage des terres.
En février 1926 on lui envoie en renfort trois religieux ukrainiens. Ces derniers connaissent des problèmes à la douane. Une fois installés, ils ne réussissent pas à s'habituer aux rigueurs du climat. Les clercs ruthéniens retournent en Ukraine, et la colonie est alors considéré comme un échec.
Ceci n'a pas découragé Jean, qui lance une campagne de recrutement dans les journaux ukrainiens du Canada. Une trentaine de famille répondent à l'appel et s'établissent dans la colonie. À son apogée, la communauté compte une école, un monastère, une bibliothèque, un musée et un bureau de poste. Cependant la rigueur du climat et son isolement la mène à sa perte. Les familles ukrainiennes abandonnent le village à la faveur des Canadiens français, des colons montréalais relocalisés en vertu du plan Vautrin,.
Le village est alors renommé Lac-Castagnier,. Une église est construite en 1940 sous la protection de Saint-Georges. La plupart des familles quittent le village dans les années 1970. Au début du XXIe siècle, Lac-Castagnier n'est plus habité que par quelques familles et l'église est démolie.